# Eléonore Kocty
Eléonore Kocty est une actrice, comédienne burkinabé. Elle est née à Ouagadougou et commence sa carrière artistique en 2010, d'abord au théâtre, avant de se tourner vers le cinéma. Elle est plus connue pour ses rôles dans des films comme "Il pleut sur Ouaga" et "La forêt du Niolo".

## Biographie

### Jeunesse et éducation
Eléonore Kocty fait normalement ses études primaires, jusqu'à l'obtention de son baccalauréat dans la série A4. Après l'obtention de son baccalauréat, elle entre à l'université de Ouagadougou, où elle obtient une licence en anglais, puis s'inscrit en art dramatique. Elle termine ensuite son parcours académique par un master en gestion et administration culturelle à l’Université Joseph Ki-Zerbo,.
Bercée à son enfance par des sitcoms burkinabé tel «vis-à-vis» d’Abdoulaye Dao. Son envie de faire du cinéma remonte à l'adolescence, où dès la classe de quatrième elle exprime le désir de participer à des castings. Cependant, son père lui demande de privilégier ses études avant de se lancer dans une carrière artistique. Ce n'est qu'après avoir obtenu son baccalauréat qu'elle a l'occasion de se consacrer à plein temps au théâtre, avant de faire ses débuts au cinéma un an plus tard.

### Carrière artistique
Beaucoup plus connue dans le milieu du cinéma, Eléonore Kocty débute d’abord par le théâtre. Tout commence véritablement à l’université de Ouagadougou, devenue aujourd'hui "Université Professeur Joseph Ki-Zerbo". Eléonore Kocty découvre le monde du théâtre lors de sa formation en art dramatique. En 2010, elle rejoint la troupe de théâtre de l'université et commence à jouer et à mettre en scène diverses pièces.  En 2011, elle obtient son premier rôle dans la série "Ouaga Love" de Guy Désiré Yameogo, un début de sa carrière dans le cinéma. Depuis lors, Eléonore Kocty joue dans une dizaine de films, notamment "La Forêt du niolo" d'Adama Rouamba et "Il pleut sur Ouaga" de Fabien Dao.
Elle effectue un stage au Labo ELAN dans le cadre des "récréatrales", l'un des plus grands festivals de théâtre du Burkina et de la sous région. Lors de l'édition 2012, elle joue dans "Sarzan Sou IV", mis en scène par Djamal M. Mahamat, et lors de l'édition 2016, dans "Pinocchio", mis en scène par Gigi Tapela.
Au théâtre, elle participe à des productions telles que "Je venais de défier le ciel" et "Acteur". En 2014 elle rejoint  la compagnie le "Ruminant" qui compte à son actif la création de 10 pièces de théâtre. Elle co-dirigera cette dernière de 2018 à 2023.  Au cours de ses dix années de carrière, elle participe à divers ateliers de théâtre avec Ildevert Meda, Emil Abossolo Mbo, Simon Masnay, Robert Kechichian et bien d'autres.

## Filmographie et théâtre

### Films
Rôle principal :
- 2019 : «No bla bla» de François Bergeron
- 2011-2013 : «Waga love» (saison I et II) de Guy Désiré YAMEOGO
- 2014 : «The Rose» de Aïssata Ouarma
- 2015 : «Un arbre pour une vie» de Maïga Rachida Moussa,
- 2015 : «La Rupture» de Francesca Saka
- «Un 8 Mars pas comme les autres» de Tom Ouédraogo
- 2016 : «Il pleut sur Ouaga» de Fabien Dao ,
- 2019 : «Les honorables députés» de Noraogo Sawadogo, réalisé par Serges Armel Sawadogo.
- 2021 : «De plus en plus loin», production Canal plus, réalisé par Eric Lingani et Fabien Dao

Rôle secondaire et figuration :
- 2020 : «Madjigui», réalisé par Maîmouna N’Diaye
- 2016 : «La forêt du Niolo», réaisé par Adama Rouamba
- 2014 : «Kokoko Afferage.com» de Irène Tassembedo
- 2013 : «Soleils» réalisé par Dani Kouyaté.

### Théâtre
- «Tue moi» de Aristide Tarnagda
- «Je venais de défier le ciel»
- «Silence» de la compagnie le «Ruminant» de Noël Minoungou,
- «Acteur» de Noël Minoungou
- «Mister Time» de Noël Minoungou

## Distinction
Sotigui Awards 2020 de la meilleure interprétation féminine burkinabé dans le long métrage de Adama Rouamba, «La forêt du Niolo»,.
Son ascension est couronnée par le prix Terranga de la meilleure interprétation féminine, qu'elle a remporté à Dakar en 2023. 

## Reconnaissance
Elle est nommée personnalité culturelle de l’année 2021, catégorie acteur au 12 PCA (12 personnalités culturelles de l’année).   De plus, une reconnaissance honorifique lui sera décernée lors du FESPACO 2025, où elle recevra un trophée des "Celebrities Days". 